# Sarah Sjöström
Sarah Sjöström (n. 17 august 1993, Comuna Salem, Comitatul Stockholm, Suedia) este o înotătoare suedeză, medaliată olimpică. A participat la 4 ediții ale Jocurilor Olimpice (2008, 2012, 2016, 2020) în care a câștigat o medalie de aur și o medalie de argint.